# Espelho de Água do Capitólio

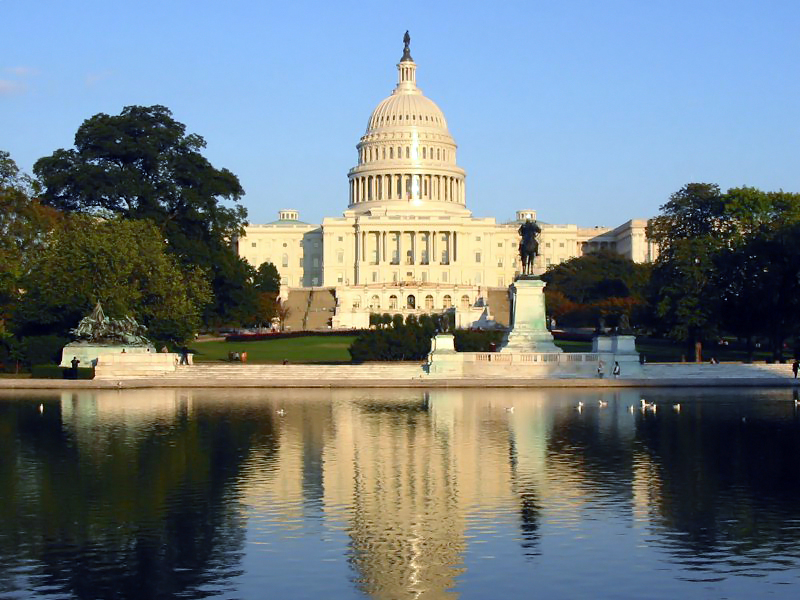
Espelho de água do Capitólio

O Espelho de água do Capitólio é um lago (como o do Palácio Itamaraty no Brasil) que se situa a oeste do Capitólio dos Estados Unidos, e é o elemento mais ocidental área envolvente do mesmo. O National Mall fica a oeste. O espelho de água reflete o domo do capitólio e o Ulysses S. Grant Memorial.

## Descrição
O Espelho de água do Capitólio está localizado na extremidade leste do National Mall em Washington, DC Com seis acres de tamanho, ele ocupa mais da metade da área conhecida como Union Square. Está instalado em uma praça que inclui, a leste, o Ulysses S. Grant Memorial; a oeste está uma área gramada e arborizada que se estende até a Third Streets, NW e SW. Os destinos turísticos próximos incluem o Capitólio, o Jardim Botânico dos EUA e os museus e galerias ao longo do Mall.

## História
O Espelho de água do Capitólio foi incluído nos planos diretores para a área do Washington Mall, preparados pelo escritório de arquitetura de Skidmore, Owings e Merrill nas décadas de 1960 e 70 para reduzir o tráfego de veículos no Mall e facilitar o uso de pedestres e recreativos. (Outros elementos do plano foram a criação do Third Street Tunnel sob o Mall e a transferência de um memorial para o General George G. Meade da Guerra Civil da seção noroeste da Union Square; esse memorial agora fica perto do cruzamento da Constitution Avenue e Pennsylvania Avenue, NW.) A nova piscina foi projetada para servir como contrapartida ao Espelho-d'água do Lincoln Memorial na extremidade oeste do Mall, entre o Lincoln Memorial e o Monumento a Washington. Desde sua conclusão em 1971, tem sido uma atração popular. A cobertura de pedra calcária ampla e suavemente inclinada e os degraus que descem do nível do solo oferecem lugares para os visitantes enquanto apreciam os reflexos do Capitólio, as vistas ao redor e o céu, bem como os patos e gaivotas que muitas vezes nadam na piscina.